# Székásbesenyő
Székásbesenyő (románul: Secășel) település Romániában, Erdélyben, Fehér megyében.

## Fekvése
Balázsfalvától délnyugatra, a Székás-patak mellett, Székás, Tűr, Székásszabadja és Székástóhát közt fekvő település.

## Története
Székásbesenyő és környéke már ősidők óta lakott helynek számított, amelyet a területén feltárt régészeti leletek is bizonyítanak az itt feltárt kora bronzkori, a Coțofeni kultúra idejéből származó (fazekasság, kerámia) leletek, valamint az itt talált honfoglalás kori cserépüst is.
A település nevét 1509-ben említette először oklevél Besenew néven.
1620-ban Oláhbesenyő, 1808-ban Besenyő, Funtzendorf, 1861, 1881-ben Besenyő, 1913-ban Székásbesenyő néven említették.
1910-ben 725 lakosából 6 magyar, 719 román volt. Ebből 191 görögkatolikus, 529 görögkeleti ortodox volt.
A trianoni békeszerződés előtt Alsó-Fehér vármegye Balázsfalvi járásához tartozott.

## Hivatkozások

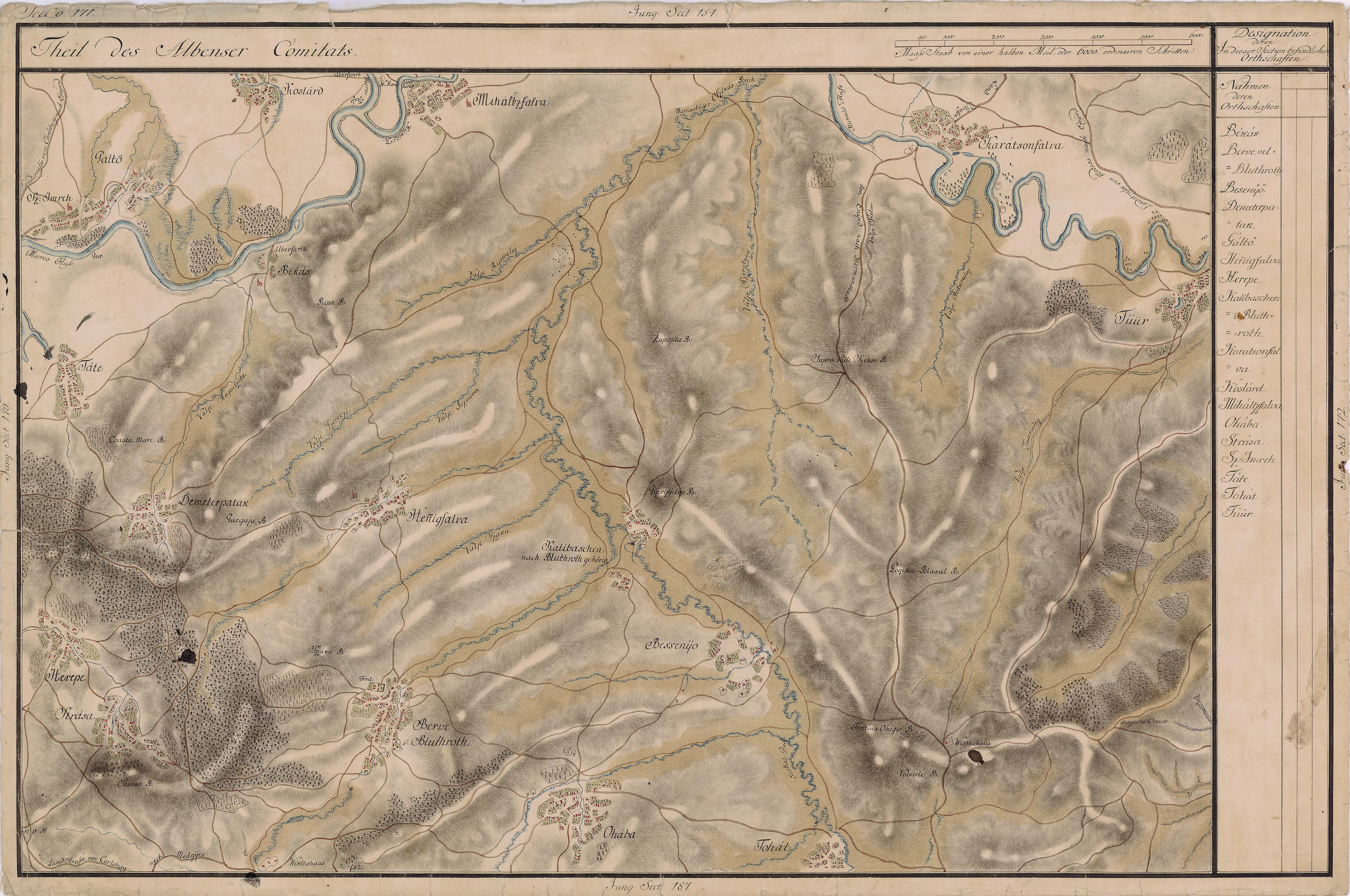
Székásbesenyő egy régi térképen